# Lasioptera calamagrostidis
Lasioptera calamagrostidis är en tvåvingeart som beskrevs av Rubsaamen 1893. Lasioptera calamagrostidis ingår i släktet Lasioptera och familjen gallmyggor. Inga underarter finns listade i Catalogue of Life.